# Inge van Essen
Inge van Essen is een voormalig Nederlands langebaanschaatsster. Na haar schaatscarrière werkte ze als fysiotherapeut.
Van Essen nam deel aan de NK Afstanden op de 500 meter.

## Records

### Persoonlijke records[3]
| Afstand    | Tijd    | Datum            | Baan       |
| ---------- | ------- | ---------------- | ---------- |
| 500 meter  | 40,27   | 27 december 2010 | Heerenveen |
| 1000 meter | 1.20,77 | 22 november 2008 | Heerenveen |
| 1500 meter | 2.06,06 | 8 november 2008  | Heerenveen |
| 3000 meter | 4.28,88 | 13 januari 2008  | Heerenveen |
| 5000 meter | 8.02,84 | 9 maart 2008     | Groningen  |